# La Cassa
La Cassa là một đô thị ở tỉnh Torino trong vùng Piedmont, có vị trí cách khoảng 20 km về phía tây bắc của Torino. Tại thời điểm ngày 31 tháng 12 năm 2004, đô thị này có dân số 1.475 người và diện tích là 12,0 km².
Đô thị La Cassa có các frazioni (các đơn vị trực thuộc, chủ yếu là các làng) Truc di Miola.
La Cassa giáp các đô thị: Fiano, Varisella, Druento, Givoletto, và San Gillio.